# 色違
《色違》（英語：Irochigai）是臺灣歌手黃妃的第十四張錄音室專輯，也是她與米樂士娛樂合作的第三張作品，於2020年12月25日實體發行。
專輯名稱源自知名手機遊戲《精靈寶可夢GO》（英語：Pokémon GO），「色違」一詞意為「異色」（日語：色違い），而色違寶可夢（英語：
Shiny Pokémon）則指與一般寶可夢原本設定之色調不同的特殊版本。專輯概念採用此遊戲術語，除了想表達黃妃在台語歌唱領域求新求變，嘗試展現多元的新面貌，也藉此期許黃妃的音樂能如寶可夢遊戲般受到各年齡層族群的喜愛。
2021年5月，黃妃憑藉此專輯入圍第32屆金曲獎最佳台語女歌手獎，為個人第九次入圍該獎項，與江蕙、黃乙玲共同名列入圍次數第二位；同年入圍者曹雅雯更讚賞專輯作品融合新舊風格，時髦又有趣。

## 曲目
| 曲序     | 曲目                       |          | 作曲          | 编曲     | 备注                                                      | 时长  |
| -------- | -------------------------- | -------- | ------------- | -------- | --------------------------------------------------------- | ----- |
| 1.       | 雪咧飛                     | 方文良   | 方文良        | 林意霖   | 專輯發行前首支曝光單曲                                    | 4:57  |
| 2.       | 輪袂著你                   | 高薇芯   | 徐偉銘 高薇芯 | 謝佳旺   | 第一主打                                                  | 4:22  |
| 3.       | 蘭姨                       | 亦辰兒   | 林從胤        | 林意霖   | 第二主打                                                  | 4:28  |
| 4.       | 千里追                     | 張欣瑜   | 林帟霏        | 林意霖   |                                                           | 4:00  |
| 5.       | 紅帖仔                     | 方文良   | 徐偉銘        | 謝佳旺   | 第三主打、宣傳及活動主打歌曲                              | 4:19  |
| 6.       | 代誌大條囉                 | 林從胤   | 林從胤        | 林意霖   |                                                           | 4:00  |
| 7.       | 傷心歌廳傷心歌             | 十方     | 徐偉銘        | 謝佳旺   |                                                           | 3:53  |
| 8.       | 心疼驗無傷                 | 張欣瑜   | 林從胤        | 林意霖   |                                                           | 4:13  |
| 9.       | 直直走                     | 張欣瑜   | 林帟霏        | 林意霖   |                                                           | 3:24  |
| 10.      | 無關                       | 林從胤   | 林從胤        | 林意霖   | 專輯發行前第二支曝光單曲                                  | 4:32  |
| 11.      | 色違 （Outro）             | 方文良   | 方文良 高薇芯 | 林意霖   |                                                           | 0:43  |
| 12.      | 上水的輪迴 （Bonus Track） | 方文良   | 方文良        | 林意霖   | Feat. 王瑞霞、秀蘭瑪雅 《御劍：再續前緣》遊戲台語版主題曲 | 4:12  |
| 总时长： | 总时长：                   | 总时长： | 总时长：      | 总时长： | 总时长：                                                  | 47:03 |

## 音樂錄影帶
| 歌曲                                  | 導演   | 首播日期       | 首播媒介                   | 備註                   |
| ------------------------------------- | ------ | -------------- | -------------------------- | ---------------------- |
| 雪咧飛 （页面存档备份，存于）         | 齋藤良 | 2020年3月9日   | 米樂士娛樂 官方YouTube頻道 |                        |
| 上水的輪迴 （页面存档备份，存于）     | 齋藤良 | 2020年4月6日   | 米樂士娛樂 官方YouTube頻道 | （页面存档备份，存于） |
| 無關 （页面存档备份，存于）           | 齋藤良 | 2020年7月13日  | 米樂士娛樂 官方YouTube頻道 |                        |
| 色違 （页面存档备份，存于）           | 齋藤良 | 2020年12月25日 | 米樂士娛樂 官方YouTube頻道 | 作為專輯預告           |
| 輪袂著你 （页面存档备份，存于）       | 齋藤良 | 2021年1月25日  | 米樂士娛樂 官方YouTube頻道 |                        |
| 蘭姨                                  | 齋藤良 | 2021年2月5日   | 米樂士娛樂 官方YouTube頻道 |                        |
| 紅帖仔 （页面存档备份，存于）         | 齋藤良 | 2021年2月26日  | 米樂士娛樂 官方YouTube頻道 |                        |
| 千里追 （页面存档备份，存于）         | 齋藤良 | 2021年4月12日  | 米樂士娛樂 官方YouTube頻道 | 歌詞版 Lyric Video     |
| 心疼驗無傷 （页面存档备份，存于）     | 齋藤良 | 2021年4月16日  | 米樂士娛樂 官方YouTube頻道 | 歌詞版 Lyric Video     |
| 代誌大條囉 （页面存档备份，存于）     | 齋藤良 | 2021年4月23日  | 米樂士娛樂 官方YouTube頻道 | 歌詞版 Lyric Video     |
| 直直走 （页面存档备份，存于）         | 齋藤良 | 2021年5月4日   | 米樂士娛樂 官方YouTube頻道 | 歌詞版 Lyric Video     |
| 傷心歌廳傷心歌 （页面存档备份，存于） | 齋藤良 | 2021年5月14日  | 米樂士娛樂 官方YouTube頻道 | 歌詞版 Lyric Video     |

## 人員
| 曲目 #1 - 方文良－弦樂編寫 - 甘威鵬－中提琴 - 朱奕寧－第二小提琴 - 牟啟東－中提琴 - 林正忠－混音（白金錄音室） - 林均泓－製作助理 - 林意霖－製作助理 - 唐士珉－錄音（米樂士錄音室） - 陳奕勇－第一小提琴 - 黃瑾諍－第二小提琴 - 楊敏奇－弦樂錄音 - 葉欲新－大提琴 - 劉涵－大提琴 - 歐冠－吉他（玩痛研究室） - 蔡曜宇－第一小提琴 - 蕭蔓萱－和聲 （弦樂：曜爆甘音樂工作室） 曲目 #2 - 王耀建－吉他 - 甘威鵬－中提琴 - 李士先－混音（風起有聲錄音室） - 林均泓－錄音（米樂士錄音室）、製作助理 - 林意霖－製作助理 - 陳奕勇－第一小提琴 - 黃雨柔－第二小提琴 - 楊敏奇－錄音（強力錄音室） - 劉涵－大提琴 - 蔡曜宇－弦樂監製 - 盧思蒨－第二小提琴 - 蕭蔓萱－和聲、和聲編寫 - 駱思云－第一小提琴 （弦樂：曜爆甘音樂工作室） 曲目 #3 - 李士先－混音（風起有聲錄音室） - 林均泓－錄音（米樂士錄音室）、製作助理、吉他 - 林意霖－製作助理 - 蕭蔓萱－和聲、和聲編寫 曲目 #4 - 李士先－混音（風起有聲錄音室） - 林均泓－錄音（米樂士錄音室）、製作助理 - 林意霖－製作助理 - 謝文德－和聲、和聲編寫 - 蕭蔓萱－和聲 - 鐘承洋－吉他 | 曲目 #5 - 王耀建－吉他 - 林均泓－錄音（米樂士錄音室）、製作助理 - 林意霖－製作助理 - 李士先－混音（風起有聲錄音室） - 蕭蔓萱－和聲、和聲編寫 曲目 #6（同曲目 #5） 曲目 #7 - 李士先－混音（風起有聲錄音室） - 林均泓－錄音（米樂士錄音室）、製作助理 - 林意霖－製作助理 - 蕭蔓萱－和聲、和聲編寫 曲目 #8（同曲目 #5） 曲目 #9 - 李士先－混音（風起有聲錄音室） - 林均泓－錄音（米樂士錄音室）、製作助理 - 林意霖－製作助理 - 歐冠－吉他（玩痛研究室） - 蕭蔓萱－和聲、和聲編寫 曲目 #10 - 李士先－混音（華傲音樂） - 林均泓－錄音（米樂士錄音室）、製作助理 - 林意霖－製作助理 - 歐冠－吉他（玩痛研究室） - 蕭蔓萱－和聲、和聲編寫 曲目 #11（Outro） - 林均泓－錄音（米樂士錄音室）、製作助理 - 林意霖－混音（米樂士錄音室） - 歐冠－吉他（玩痛研究室） - 蕭蔓萱－和聲、和聲編寫 曲目 #12（Bonus Track） - 方文良－弦樂編寫 - 王俊傑－混音（強力錄音室） - 林均泓－錄音（米樂士錄音室）、製作助理 - 林意霖－錄音（米樂士錄音室）、製作助理、弦樂編寫、和聲編寫 - 梁世韻－和聲 - 鐘承洋－吉他 |

## 獎項紀錄
| 年份 | 屆次                  | 專輯     | 獎項               | 入圍       | 結果 |
| ---- | --------------------- | -------- | ------------------ | ---------- | ---- |
| 2021 | 第32屆金曲獎          | 《色違》 | 最佳台語女歌手獎   | 黃妃       | 提名 |
| 2021 | 第1屆PlayMusic Awards | 《色違》 | 年度十大非華語歌曲 | 〈蘭姨〉   | 獲獎 |
| 2022 | 第1屆Q POWER Awards   | 《色違》 | Q Music音樂創作獎  | 〈紅帖仔〉 | 提名 |

## 註解
1. ↑  承接《我若是黃倩倩》專輯概念微電影主軸，2020年4月2日推出番外篇《再續前緣卡拉OK》並衍生出歌曲〈上水的輪迴〉作為《御劍：再續前緣》遊戲台語版主題曲。